# В'язкісна муфта

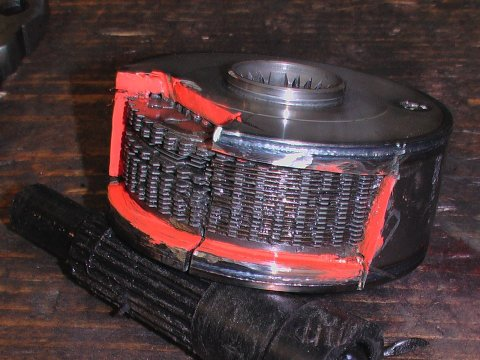
В'язкісна муфта з відкритим корпусом.

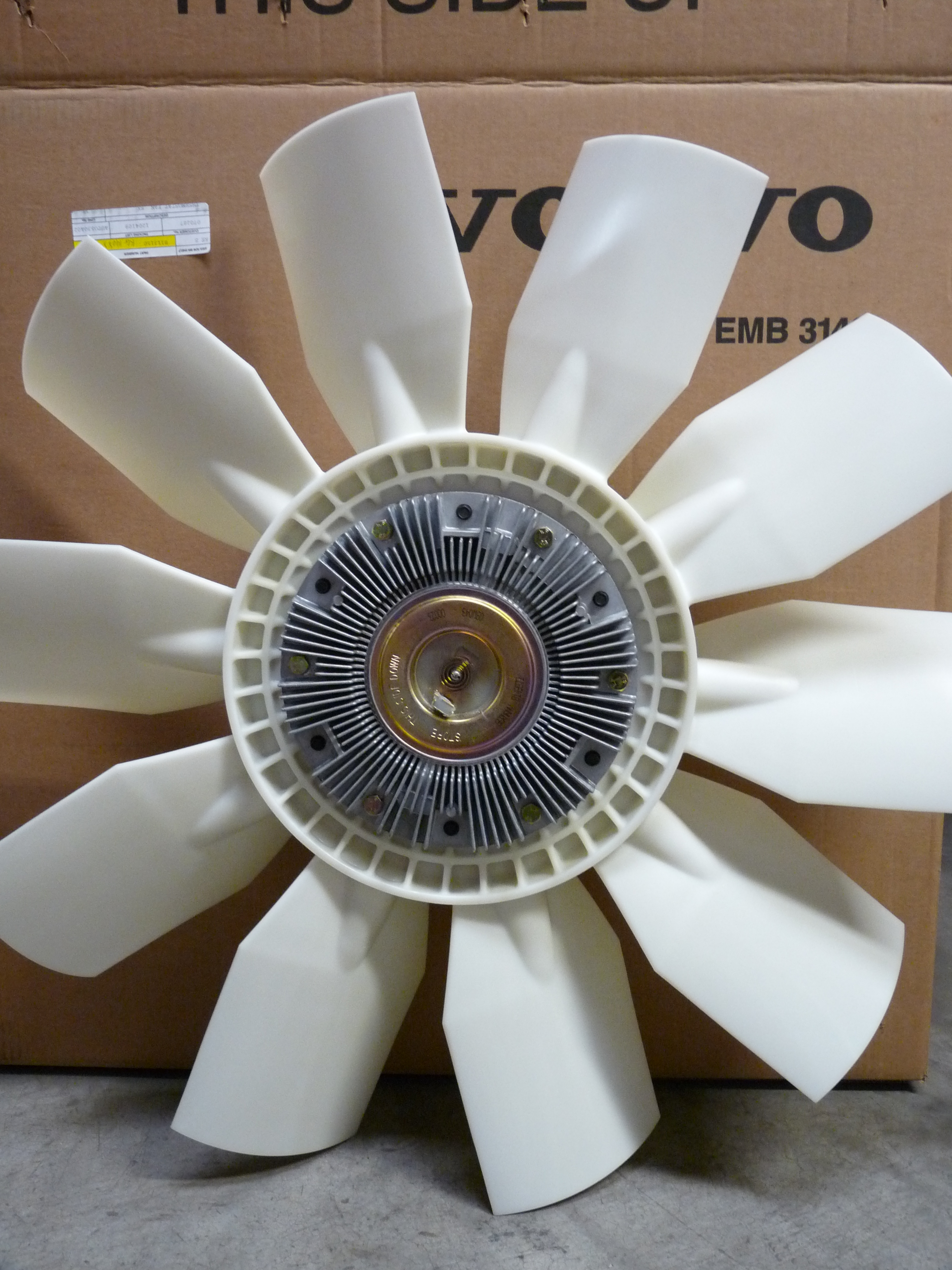
Вентилятор автомобільного двигуна із температурно керованою в'язкісною муфтою

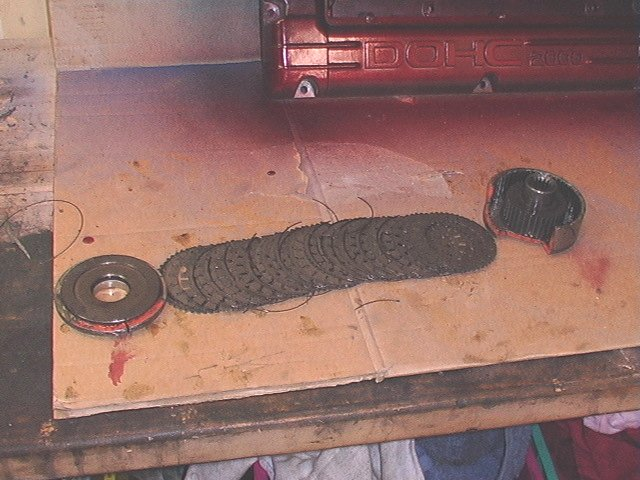
В'язкісна муфта у розібраному стані

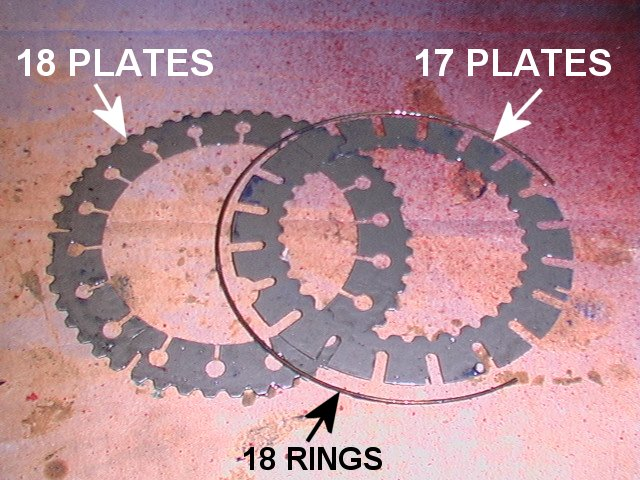
Внутрішні пластини в'язкісної муфти

В'я́зкісна му́фта або віскому́фта (viscosus - лат. в'язкий)  — це гідромеханічний пристрій (муфта), який призначений для передавання крутного моменту з можливістю його зміни за посередництвом рідини з високою в'язкістю.

## Історична довідка
Перша конструкція в'язкісної муфти була запатентовна в 1917 році у США Мелвіном Севері (англ. Melvin L Severy), але практичного застосування в той час не знайшла. У 1964 році в'язкісна муфта була вперше встановлена як механізм автоматичного блокування міжосьового диференціала на автомобілі Interceptor FF англійської компанії «Jensen». З середини 60-х років віскомуфти знайшли широке застосування в самоблокованих міжколісних диференціалах на легкових автомобілях з постійним приводом на всі колеса (4WD).

## Будова і принцип роботи
Конструктивно в'язкісна муфта складається з великої кількості кільцевих пластин товщиною 0,25…1,0 мм, що мають центросиметричні вирізи та отвори. Ці пластини розташовані дуже близько одна до одної (зазор 0,15…0,2 мм) в герметичному корпусі. В муфті є дві групи пластин: ведучі, що з'єднані з ведучим валом, і ведені — з веденим валом, відповідно. Ведучі та ведені пластини розташовані почергово й співвісно. Корпус заповнений в'язкою рідиною, переважно на силіконовой основі. Робота муфти базується на властивості різкого зростання в'язкості у залежності від температури або на дилатантних властивостях рідини. Коли пластини обертаються з однаковою частотою, частинки рідини майже не перемішуються, і в'язкість її невелика — через муфту передається незначний крутний момент.
Коли один з валів починає обертатися швидше (або повільніше), ніж інший, рідина починає перемішуватися, її в'язкість, в силу дилатантних властивостей або від розігрівання, починає прогресивно зростати. Рідина може стати майже твердою і ефективно «склеїти» пластини. В результаті муфта може передавати значно більший крутний момент. Величина моменту визначається типом використовуваної рідини, розміром та кількістю пластин, розміром і формою отворів та прорізів в пластинах.
В деяких в'язкісних муфтах рідина акумулює тепло, що утворюється при в'язкому терті. Як наслідок, теплове розширення муфти призводить до взаємного притиснення пластин, що збільшує тертя (не в'язке) між ними.
Регулювання ступеня зчеплення муфти може забезпечуватись зміною кількості рідини між пластинами муфти, зміною відстані між цими пластинами, зміною в'язкості рідини, що може відбуватись при зміні температури, чи інших фізичних параметрів, наприклад, електромагнітного поля (при використанні феромагнітних рідин) або градієнтів швидкостей (при використані дилатантних рідин).
В'язкісні муфти принципово відрізняються від гідромуфт та гідротрансформаторів тим, що використовують в'язкість (внутрішнє тертя) рідини для передавання крутного моменту, у той час як в гідромуфтах для цього використовуються динамічні характеристики потоку рідини. Величина моменту, що передається є чутливою до різниці швидкостей обертання вхідного і вихідного валів, але майже не залежить від абсолютних значень цих швидкостей.

## Особливості використання

### Використання у вентиляторах систем охолодження
Одним з елементів системи регулювання температури двигуна є вентилятор, що створює додатковий (у разі потреби) струмінь повітря на радіатор у двигуні внутрішнього згоряння. Цей вентилятор може урухомлюватись електродвигуном, або через в'язкісну муфту від іншого обертового елемента двигуна, наприклад вала водяної помпи системи охолодження. Встановлення вентилятора на такому валу без використання муфти було б неекономічним, оскільки не завжди є потреба у його роботі.
На муфту вентилятора покладена функція відключення вентилятора але по мірі зростання температури двигуна швидкість його обертання повинна поступово зростати до частоти обертання вала помпи системи охолодження (використовується, наприклад, в двигунах BMW E36).
Серед конструкцій муфт вентилятора зустрічаються як пристрої, принцип роботи яких базується на зростанні в'язкості спеціальної рідини із зростом температури, так і муфти, в яких змінюється кількість рідини між пластинами — зростання температури супроводжується запомпуванням рідини між пластини поршнем, пов'язаним кінематично з біметалевою пластиною.

### Використання в автомобільних трансмісіях
В автомобільних трансмісіях в'язкісні муфти використовуються для підтримування невеликої різниці швидкостей обертання між лівим і правим колесами або між передньою та задньою осями транспортного засобу (міжколісні та міжосьові самоблокувані диференціали). В'язкісні муфти здатні перерозподіляти крутний момент від передніх коліс машини до задніх (або навпаки), коли одна з пар коліс починає проковзувати.
В'язкісні муфти знайшли застосування у ролі центрального самоблокованого диференціала (англ. limited-slip differential; LSD) в деяких повноприводних транспортних засобах, таких, як Toyota Celica GT-Four. Такі пристрої були дешевшими, ніж диференціали Торсен, що використовувались Ауді.
Одна з перших масових в'язкісних муфт, призначених для постійного повного привода позашляхових транспортних засобів, використовувалась в кросовері AMC Eagle, що випускався з 1980 до 1988 року.
Volvo, Subaru, Land Rover, Vauxhall Morors/Opel та інші виробники у різний час віддавали перевагу в'язкісній муфті в автомобільній продукції свого виробництва. У сучасних конструкціях трансмісій в'язкісні муфти в основному витісняються складнішими, електронно-керованими пристроями (див. муфта Haldex).

## Виробники в'язкісних муфт
Крім виробників оригінальних в'язкісних муфт є декілька міжнародних виробників, що спеціалізуються на вторинному ринку автомобільної комплектації, наприклад:
- Delphi Corporation
- Wulf Gaertner Autoparts AG
- ZF Friedrichshafen AG
- Robert Bosch GmbH